# Hotel Voroněž
OREA Congress Hotel Brno (dříve Hotel Voroněž) se nachází v Brně na adrese Křížkovského 458/47 v Brně-Pisárkách, v blízkosti brněnského výstaviště. Jeho vlastníkem je společnost Orea.
Hotel byl budován v 70. letech 20. století. Slavnostně byl otevřen v září 1979 a roku 2007 byl zmodernizován. Stavební technologie použité na výstavbu hotelu byly pořízeny ve Švédsku a projektanti byli z Maďarska. Původně hotel sloužil pro návštěvníky ze zemí SSSR, kteří přicestovali do Československa v souvislosti s veletrhy na brněnském výstavišti. Pojmenován byl po městě Voroněž, s nímž Brno navázalo partnerské vazby na konci roku 1967.
Kromě hotelových služeb disponuje hotel i rozsáhlým kongresovým sálem. Tvoří jej dva objekty; desetipatrový hotelový komplex s kongresovým centrem a vedle stojící nižší Hotel Voroněž II. Celkem má hotel k dispozici 368 pokojů.